# Lobocleta obfusaria
Lobocleta obfusaria là một loài bướm đêm trong họ Geometridae.